# ريس لويد
ريس لويد (بالإنجليزية: Rhys Lloyd)‏ هو لاعب كرة قدم أمريكية أمريكي، ولد في 5 يونيو 1982.

## وصلات خارجية
- ريس لويد على موقع مرجع كرة القدم المحترفة.كوم (الإنجليزية)